# یژی زاژیتسکی
یژی زاژیتسکی (لهستانی: Jerzy Zarzycki؛ ۱۱ ژانویه ۱۹۱۱ – ۲ ژانویهٔ ۱۹۷۱) یک کارگردان فیلم اهل لهستان بود.
از فیلم‌ها یا مجموعه‌های تلویزیونی که وی در آن‌ها نقش داشته‌است می‌توان به دریا اشاره نمود.